# Alqueria Torre Borrero
L'alqueria Torre Borrero (també coneguda com a torre del Carrascal, o torre o casa Tortosa) és un edifici històric del segle xix, situat a la carretera d'Alginet, al municipi de Guadassuar, a la Ribera Alta. És Bé de Rellevància Local amb identificador número 46.20.139-007.

## Descripció
L'alqueria es troba fora del nucli urbà de Guadassuar, en una zona de tarongerars. Forma part d'una finca agrícola privada coneguda com a Alqueria de l'Horta.
Segons la documentació conservada a l'Arxiu de la Reial Societat d'Amics del País, l'edifici era un antic corral per a l'estatge del ramat de pas, situat a la vora de l'antic camí reial d'Alginet a Alzira, passant per Guadassuar o Algemesí. La família Tortosa va ser premiada per les seues plantacions de fusta per a usos constructius (edificació de cases), en concret hi plantaren pins, carrasques, etc.
El 1849 es va construir la torre i es va reformar la casa, residència dels guardes de la finca. Al llarg del temps s'ha destinat als diversos usos ramaders i agrícoles. També va servir per a reunir els quintats dels pobles de la Ribera, i com a lloc de reunió de diverses agrupacions carlistes de la Ribera, per això sorprén el seu aspecte defensiu sobretot als cantons.